# Pati Hill
Patricia Louise Guion Hill (Ashland, Kentucky 3 de abril de 1921 - 19 de septiembre de 2014) conocida como Pati Hill era una escritora estadounidense y artista de la fotocopia más conocida por el estilo observador de su prosa y su trabajo con la fotocopiadora de IBM. Aunque no fue la primera artista que experimentó con la copiadora, su trabajo se distinguió por su enfoque en objetos, su énfasis en la accesibilidad del medio, y sus esfuerzos para unir imagen y texto.

## Vida personal
Nació en Kentucky en 1921. Se trasladó a Charlottesville, Virginia con su madre a la  edad ocho años. Estudió en la George Washington University, posteriormente se trasladó a Nueva York. Vivió entre Francia y los Estados Unidos, finalmente se estableció en Sens, Yonne, Francia en los años 1990.

## Carrera de escritora
Mientras viviendo en una casa pequeña en Francia, el cerro escribió un memoir, La Fosa y la Planta de Siglo, y su primera novela, El Nueve Círculo de Milla.
La Fosa y la Planta de Siglo, una cuenta de su experiencia en el campo francés, estuvo alabado para su evocative reflexiones y "agradecimiento vívido" de vida entre las personas francesas. En este memoir, Cerro recounts sus experiencias con "los trances del país que vive," formando una relación con su vecino a través de la carretera, y su dealings con naturaleza.
El Nueve Círculo de Milla recibió ambas revisiones positivas y mixtas, celebrados para su "estilo encantador" pero criticado para su contenido familiar. Un reviewer para el St. Louis Correo-el despacho alabó El Nueve Círculo de Milla para su mirada íntima a las vidas de sus caracteres, refrán, "acabas El Nueve Círculo de Milla que siente casi culpable en haber presenciado tanto aquello es privado y personal en las vidas de estas personas" y más allá llamando su estilo "fresco e intrigante" mientras ofreciendo una crítica veloz de la carencia de la novela de forma. Varios reviewers favorably comparó Cerro a William Faulkner para su profundidad de idea a sus caracteres. El bazar de Harper publicó un excerpt del Nueve Círculo de Milla la rabia Negra del embarcadero "titulado" en su abril 1956 asunto.
En los años 1940 Hill empezó escribir para Mademoiselle y Diecisiete. En París, Hill escribió seis cuentos y un ensayo titularon "Gatos" a La Revisión de París además de una entrevista con Truman Capote. Su contribución final estuvo publicada en primavera de 1981.

## Copy Art
En 1962, Hill empezó a recoger objetos domésticos con los que construyó sus trabajos más tempranos con la fotocopiadora. Hill citó dos experiencias como su inspiración para experimentar con la fotocopiadora..
Empezó a experimentar con la fotocopiadora en 1973 en una copisteria para escanear varios elementos. Más tarde, pasó un fin de semana encerrada en las oficinas de Nueva York de IBM para producir fotocopias. Declaró "conseguía muchísimas copias, pero tuve que salir el lunes por la mañana cuando todo el mundo entró a trabajar." En 1975, Hill publicó Slave Days, un libro de 29 poemas con fotocopias de objetos domésticos.
En 1976, Hill publicó otra novela, Impossible Dreams, ilustrados por fotocopias de 48 fotografías tomadas por fotógrafos como Robert Doisneau y Ralph Gibson. Esta novela  fue el producto  de los esfuerzos para crear un "Stopped movie". El estilo de la prosa en esta novela incitó a un crítico a definirla como "escritura honesta como cuchillos de cocina pero usados en algún callejón oscuro." Con Impossible Dream Hill ganó la beca estadounidense del National Endowment for the Arts in 1976. También utilizó la fotocopiadora con fotografías "apropiadas de otros autores" en su libro  Men and Women in Sleeping Cars, una secuencia narrativa visual, en 1979. En 1977 en un vuelo de París a Nueva York, se encontró  con el diseñador Charles Eames y le mostró algunos de sus trabajos con las fotocopiadoras. Eames le introduce formalmente  en IBM, obtuvo en préstamo una Copiadora IBM durante dos años. Con la copiadora instalada en su casa en Stonington, Connecticut, experimentó con técnicas de movimiento de los objetos en la pantalla de la copiadora utilizando la luz.. Con esta máquina IBM Copier II creó muchos de sus trabajos más  característicos "La producción de accidentes es quizás la característica de la copiadora más atractiva par la artista".
El trabajo con la fotocopiadora, el proceso de fotocopiar, fue como una conversación con la fotocopiadora.
En The New Yorker en 1980, Hill describió su relación íntima con las fotocopias, explicando, "las fotocopias son una lengua visual internacional , la cual nos habla a personas en Los Ángeles y personas en Praga de la misma manera. 
En el @1980s, Hill acometió uno de sus ambiciones más grandes: fotocopiar el Palacio de Versailles. Citó cuatro razones para esta aventura: 1)  consideró Versailles espacio público espiritual"; 2)  compartía conexiones entre los Estados Unidos y Francia, y se consideró a si misma como una ciudadana de ambos países; 3)  quería hacer algo muy grande"; 4)  quería ver lo que "un dispositivo moderno haría de algo viejo." Además,  explicó, "concebí la idea de fotocopiar el Palacio de Versailles porque, entre otras razones,  como se ha pintado y fotografiado. Me doy una oportunidad dramática de mostrar la diferencia entre aquellas disciplinas y la de fotocopiar.Su trabajo con Versailles fue más allá e introdujo su experimentación con tóner, frottage, y fotograbado
En 1989, Hill y su marido, Bianchini, abrieron la Galerie Tóner, una galería dedicada a exhibir el arte hecho con la fotocopiadora, en Sens, Francia y abrieron una segunda Galerie Tóner en París en 1992, en l que Hill realizó una exposición individual

## Publicaciones

### Memorias
The Pit and the Century Plant (New York: Harper, 1955)La Fosa y la Planta de Siglo (Nueva York: Harper, 1955)

### Novelas
- The Nine Mile Circle (New York: Houghton Mifflin, 1957)
- Prosper (New York: Houghton Mifflin, 1960)
- One Thing I Know (New York: Houghton Mifflin, 1962)
- Impossible Dreams (Cambridge: Alice James Books, 1976) Illustrated with Hill's photocopies of photographs by Robert Doisneau, Ralph Gibson, Eva Rubinstein, and Willi Ronis.[17][18]

### Poesía
- The Snow Rabbit (New York: Houghton Mifflin, 1962) Illustrated by Galway Kinnell.[19]
- Slave Days (New York: Kornblee, 1975) Illustrated with photocopies by Hill.[20]

### Libros de artista
- Italian Darns (New York: Kornblee, 1978)
- Rose Marilyn (Sens, France: Cinq Rue Jules Verne, 1993)
- Leaving the Pear (Paris: Bianchini-Toner, 1994–1995)
- Windows (Sens, France: Bianchini-Toner, 1995)
- Boating Notes (limited edition, handmade, 1996)
- Women and Vacuum Cleaners (limited edition, handmade, 1996)
- Men and Bombs (limited edition, handmade, 1996)
- The Leaf Book (limited edition, handmade, 1997)[21]
- '3 Stories' (Top Stories #3, 1979)

### Libros de arte
- Letters to Jill: A catalogue and some notes on copying (New York: Kornblee, 1979)[22]

## Trabajos notables
- Photocopied Garments, 1976. Photocopies of various articles of clothing.[22][23]

- A Swan: An Opera in Nine Chapters, 1978. Photocopies of a dead swan paired with brief writings.[24][25]

## Exposiciones notables

### Individuales
- - 1975: Objets. Kornblee Gallery, New York; Centre Culturel de Flaine.
  - 1976: Concrete Poems. Centre Culturel de Flaine.
  - 1976: Garments. Kornblee Gallery, New York.
  - 1977: Dreams Objects Moments. Kornblee Gallery, New York.
  - 1978: Common Alphabet 1. Franklin Furnace, New York.
  - 1978: A Swan, An Opera in 9 Chapters. Kornblee Gallery, New York.
  - 1979: Men and Women in Sleeping Cars. Kornblee Gallery, New York.
  - 1982: Italian Darns. Galerie Modema, Bologne.
  - 1983: Scarves. Galerie Texbraun, Paris.
  - 1992: Excerpts from Versailles Eye to Eye and Rose Marilyn. SAGA Grand Palais, Paris.
  - 1993: Excerpts from Versailles Eye to Eye. Premiere Vision, Paris.
  - 1998: Cabinet des Estampes, Bibliothèque Nationale de France, Paris.
  - 2000: Wall Papers. Bayly Art Museum, University of Virginia, Charlottesville.[26]
  - 2016: Pati Hill: Photocopier. Arcadia University Art Gallery, Glenside, Pennsylvania.[27]
  - 2017: Pati Hill: Photocopier, A Survey of Prints and Books (1974-83). Lyman Allyn Art Museum, New London, Connecticut.[28]

### Colectivas
- - 1976, 1977: Dialogue. UNESCO, Paris.
  - 1979: Electroworks. George Eastman House, New York.
  - 1980: L'Electrographie. Musée d'Art Moderne de la Ville de Paris.
  - 1984: Electra. Musée d'Art Moderne de la Ville de Paris.
  - 1984: New Media 2. Konsthall, Malmö, Sweden.
  - 1985: Electroworks. Stedelijk Museum, Amsterdam.[2]
  - 1993: Le Dernier Souper. Paul Bianchini Galeria Toner, Paris.[29]
  - 1994: La Disparition De L'Alphabet. Paul Bianchini Galeria Toner, Paris.[30]
  - 1994: Artist's Books Created on Copiers. Paul Bianchini Galerie Toner, Paris.[31]

## Colecciones
- - The Whitney Museum of American Art, New York City, New York
  - Bayly Art Museum, University of Virginia, Charlottesville, Virginia
  - Cabinet des Estampes, Bibliothèque Nationale de France, Paris, France
  - Cooper-Hewitt National Design Museum, Smithsonian Institution, New York City,  New York
  - Fiduciaire de France KPMG, Grenoble, France
  - Musée de Sens, Sens-en-Bourgogne, France
  - Xerox-USA, Stanford, Connecticut[32]
  - Princeton University Art Museum, Princeton, NJ[33]